# Rough Diamonds
Rough Diamonds è il sesto album in studio del gruppo hard rock britannico Bad Company, pubblicato nel 1982.

## Tracce
Side 1
1. Electricland (Paul Rodgers) – 5:29
2. Untie the Knot (Rodgers, Simon Kirke) – 4:07
3. Nuthin' on the TV (Boz Burrell) – 3:46
4. Painted Face (Rodgers) – 3:24
5. Kickdown (Mick Ralphs) – 3:35

Side 2
1. Ballad of the Band (Burrell) – 2:10
2. Cross Country Boy (Rodgers) – 3:00
3. Old Mexico (Ralphs) – 3:49
4. Downhill Ryder (Rodgers) – 4:09
5. Racetrack (Rodgers) – 4:44

## Formazione
Gruppo
- Paul Rodgers – voce, chitarra
- Mick Ralphs – chitarra, slide guitar
- Boz Burrell – basso
- Simon Kirke – batteria

Altri musicisti
- John Cook – piano, sintetizzatore
- Mel Collins – sassofono